# Posthof (Lübeck)
Der Posthof ist ein historisches Postdienstgebäude und Kulturdenkmal in der Lübecker Altstadt.

## Lage
Der Posthof befindet sich im Schüsselbuden an der Ecke zur Braunstraße, in unmittelbarer Nähe des Markts. Seine Adresse lautet Schüsselbuden 22–28 sowie Braunstraße 1–5.

## Geschichte

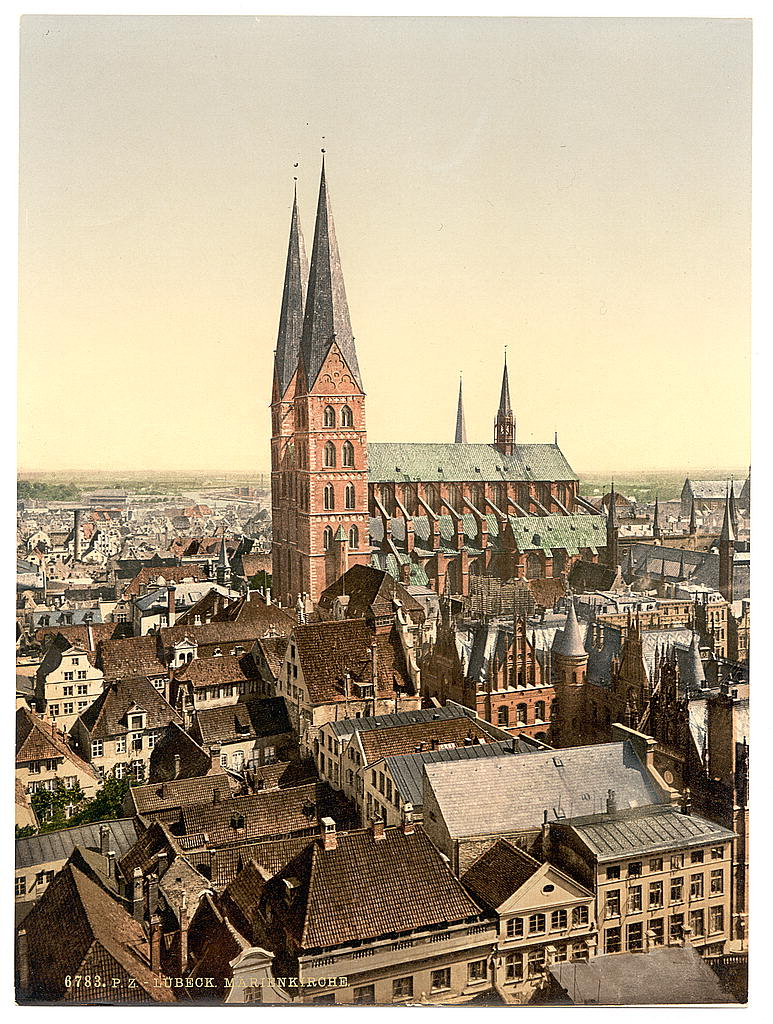
Städtebauliche Situation vor dem Bau des Posthofs, um 1890

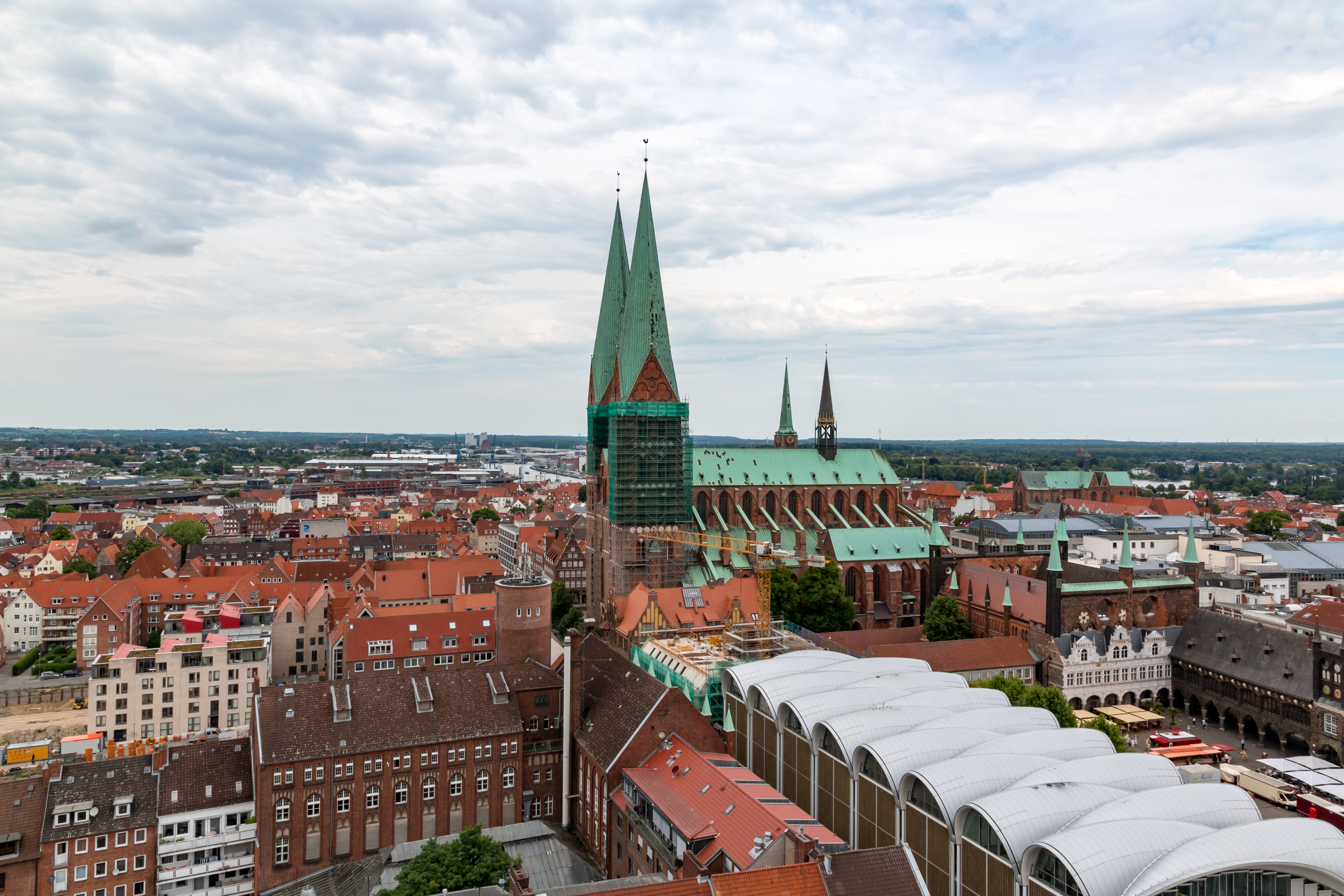
Städtebauliche Situation 2017

Zu Beginn des 20. Jahrhunderts erwies sich das 1882 bis 1884 errichtete Post- und Telegrafenamt-Gebäude der Reichspost am Markt zunehmend als zu beengt. Da eine Erweiterung wegen der räumlichen Verhältnisse ausschied, fiel die Entscheidung, einen separaten Zusatzbau zu errichten. Zu diesem Zweck erwarb die Reichspost 1903 am Schüsselbuden, direkt gegenüber der Rückfront des Postgebäudes, das Eckgrundstück Schüsselbuden 22 (Grundstück des Lotteriekollekteurs Hegerfeld) / Braunstraße 1–5 (Spethmann’s Hôtel und Speicher der Weinhandlung von G. Pflueg) sowie die Grundstücke Schüsselbuden 24 (ehemaliges Amtshaus der Krämerkompanie), 26 und 28.
1904 erfolgte der vollständige Abbruch sämtlicher fünf Gebäude, wobei mit dem 1587 errichteten Amtshaus der Krämerkompanie ein bedeutendes Renaissance-Giebelhaus verschwand. Allein das Sandsteinportal von Robert Coppens wurde geborgen, um es später in den Neubau zu integrieren.
In den Jahren 1904–1906 entstand das neue Postdienstgebäude, ein vom Postbaubeamten Ernst Hake entworfener, in Backstein ausgeführter neugotischer Komplex. Hake hatte auch bereits das gleichfalls neugotische gegenüberliegende Reichspostamt am Markt gestaltet, so dass beide Bauten einander stilistisch ergänzten. Der traufenständige, zum Schüsselbuden hin dreigeschossige Neubau bestand aus zwei Flügeln, die einen Packhof einfassten, zu dem eine Tordurchfahrt vom Schüsselbuden aus führte. Die Front am Schüsselbuden hat eine Länge von 36 m, die an der Braunstraße 51 m. Außer einem Keller und Erdgeschoss besitzt es zwei noch zwei Stockwerke und ein Dachgeschoss. Hier den vergitterten Bogenfenstern befand sich die 324 m² große Pakethalle; rechts vom Eingang erfolgte die Paketannahme und links die -ausgabe. Am Abend erleuchteten vier Bogenlampen den Raum. Seitlich der Halle zur Braunstraße hin befand sich die 344 m² große Ankunfts- und Abgangskammer. Aus ihm führten fünf Ladetüren zu der mit einem 2017 entfernten Glasdach überdeckten Laderampe. In dem ebenso großen Saal darunter wurden am Monatsersten die Renten ausgezahlt. Im ersten Stockwerk befand sich das mit dem in Marli über eine Rohrpost in Verbindung stehende Telegrafenamt. Der Telegrafensaal hatte eine Größe von 324 m². Das Fernsprechamt befand sich seit 1907 im zweiten Stockwerk. Der 404 m² große, überwölbte Saal erhielt sein Licht durch das Glasdach von oben. Von den üblichen Fenstern hatte man abgesehen, um den Saal vom Straßenlärm abzuschirmen. Zudem enthielt der Neubau die Dienstwohnung des Direktors des Telegrafenamtes und eine für den Hauswart. Die Kosten beliefen sich auf 460000 Mark, so dass der Bau einschließlich der Grunderwerbskosten insgesamt 978000 Mark gekostet hatte. Der obere Abschluss der Fassade wurde repräsentativ in Form einer Schildgiebelwand wie beim nahen Rathaus mit einer Reihe von fünf Vierkanttürmchen gestaltet, die mit schmalen Zinnen wechseln und durch Schwibbögen miteinander verbunden sind. Der zur Braunstraße gelegene viergeschossige Flügel erhielt einen Rundturm, der als Knotenpunkt für oberirdisch verlaufende Telefon- und Telegrafenleitungen vorgesehen war. In das Erdgeschoss des Turms wurde das Portal des Krämerkompanie-Amtshauses eingefügt.

1906
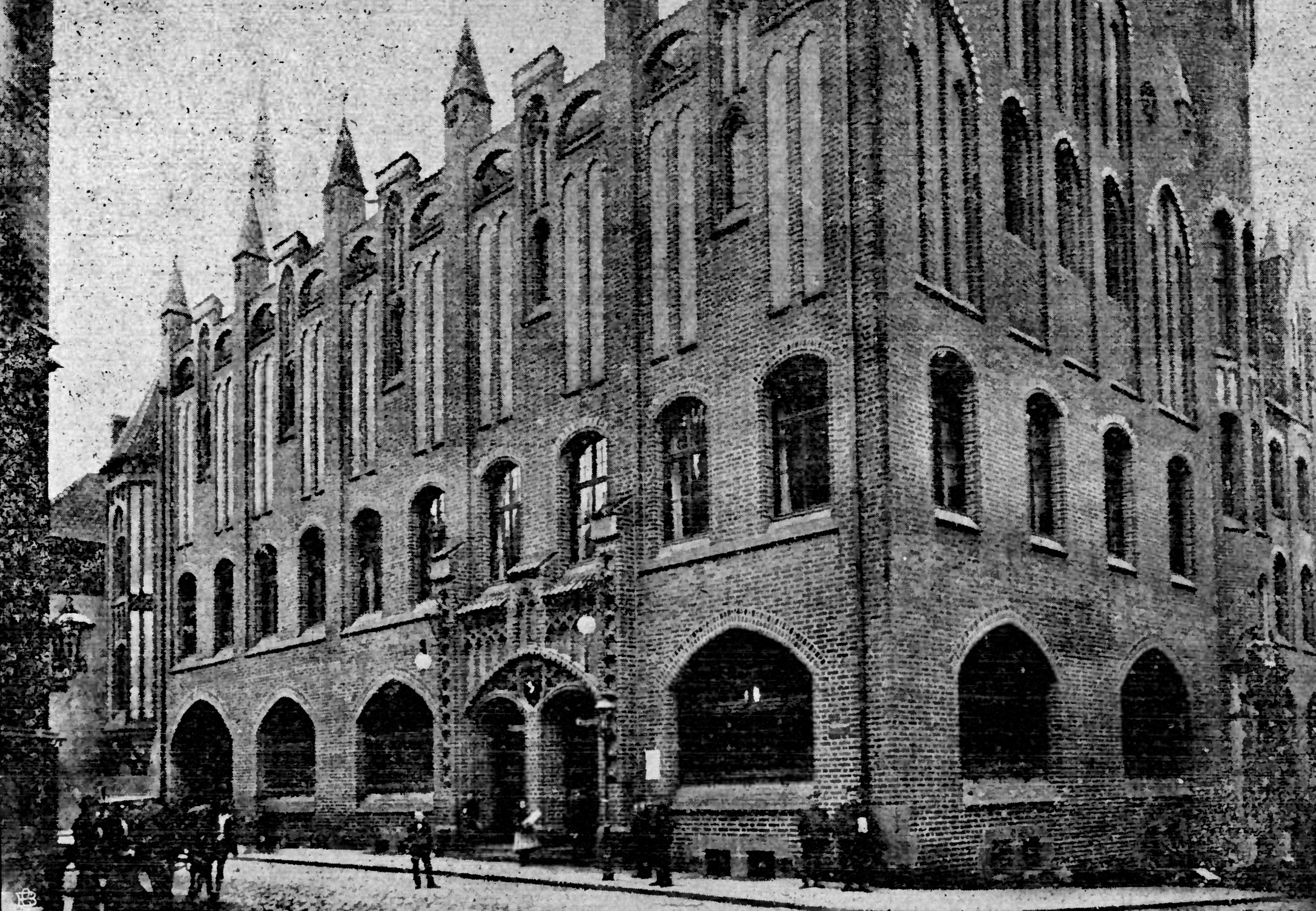
Das neue Postgebäude Ecke Braunstraße
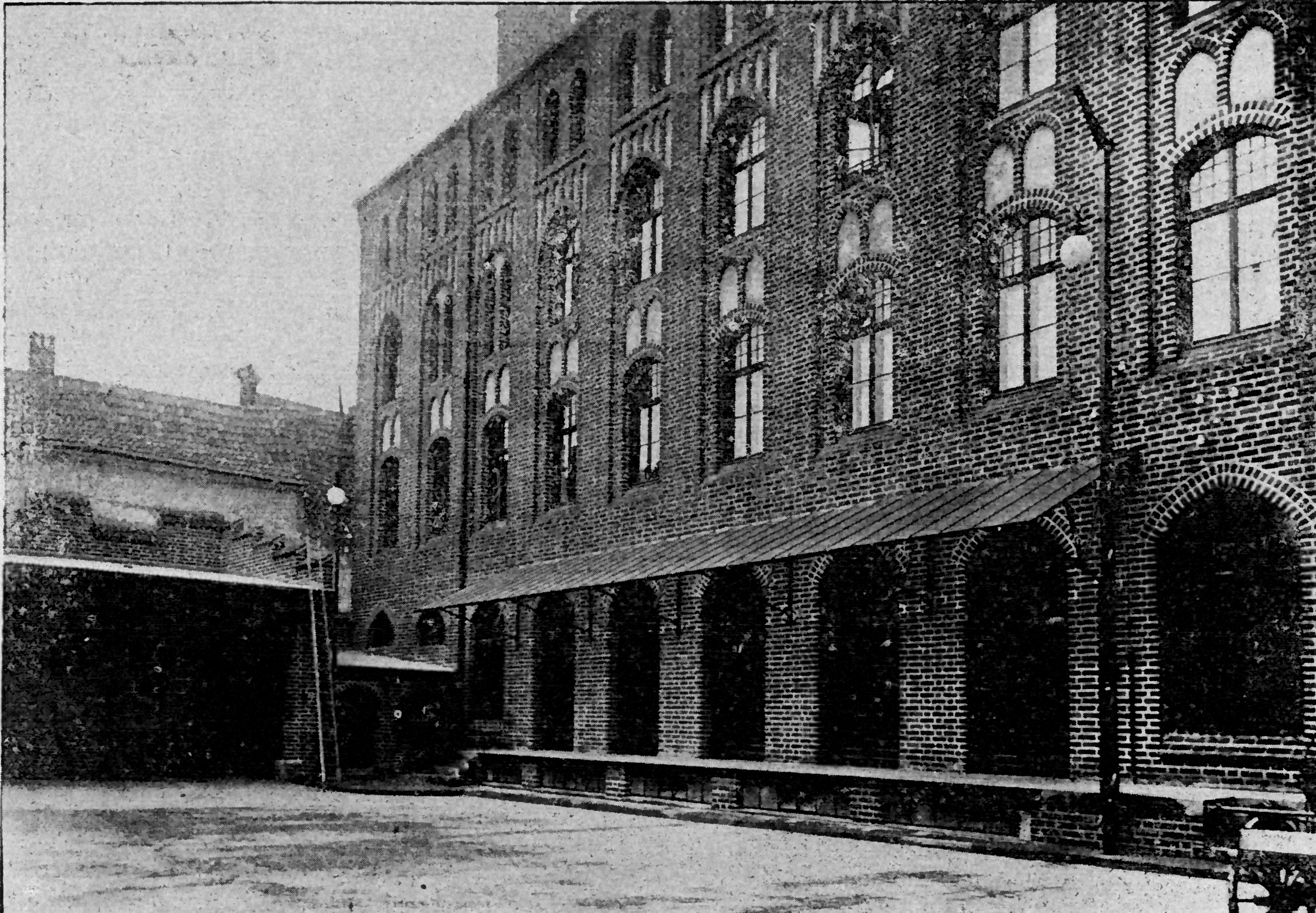
Blick in den Hofplatz des neuen Postgebäudes
Sandsteinportal

Das ursprüngliche Eingangsportal mit reicher Maßwerkrahmung befand sich in der zweiten Fensterachse von rechts; es wurde in den 1930er Jahren zugunsten des in die Fensteröffnung neben der Durchfahrt verlegten jetzigen schlichten Eingangs mit eingezogenen Stufen aufgegeben. 1961 wurde der Turm für die Einrichtung einer Richtfunkstrecke um fünf Meter aufgestockt und verlor dabei seinen Kegelhelm und neugotischen zinnenartigen Abschluss. Im Treppenturm haben sich das schmiedeeiserne Geländer, bleiverglaste farbige Fenster sowie eine mit Jugendstilornamentik bemalte hölzerne Decke erhalten.
Am 15. Dezember 1906 bezogen die Paketspedition, das Telegrafenbauamt und weitere Post- und Fernmeldedienststellen den fertiggestellten Posthof. Im Februar 1927 vollzogen sich im Telegrafenamt unter Telegrafendirektor Otto Brandt gravierende Änderungen. Im Vermittlungsamt für Orts- und Fernverkehr traten an die Stelle des Handamtes mit Beamtinnen das Selbstanschlußamt mit Wählern in Form von Dreh- und Hebdrehwählern. Der nun wesentlich höhere Strombedarf der neuen Anlage, so wurde z. B. die Spannung von 24 auf 60 Volt erhöht, gewährleistete in Notfällen die neubeschaffte Stromversorgungsanlage von Siemens & Halske.

Fernsprechamt
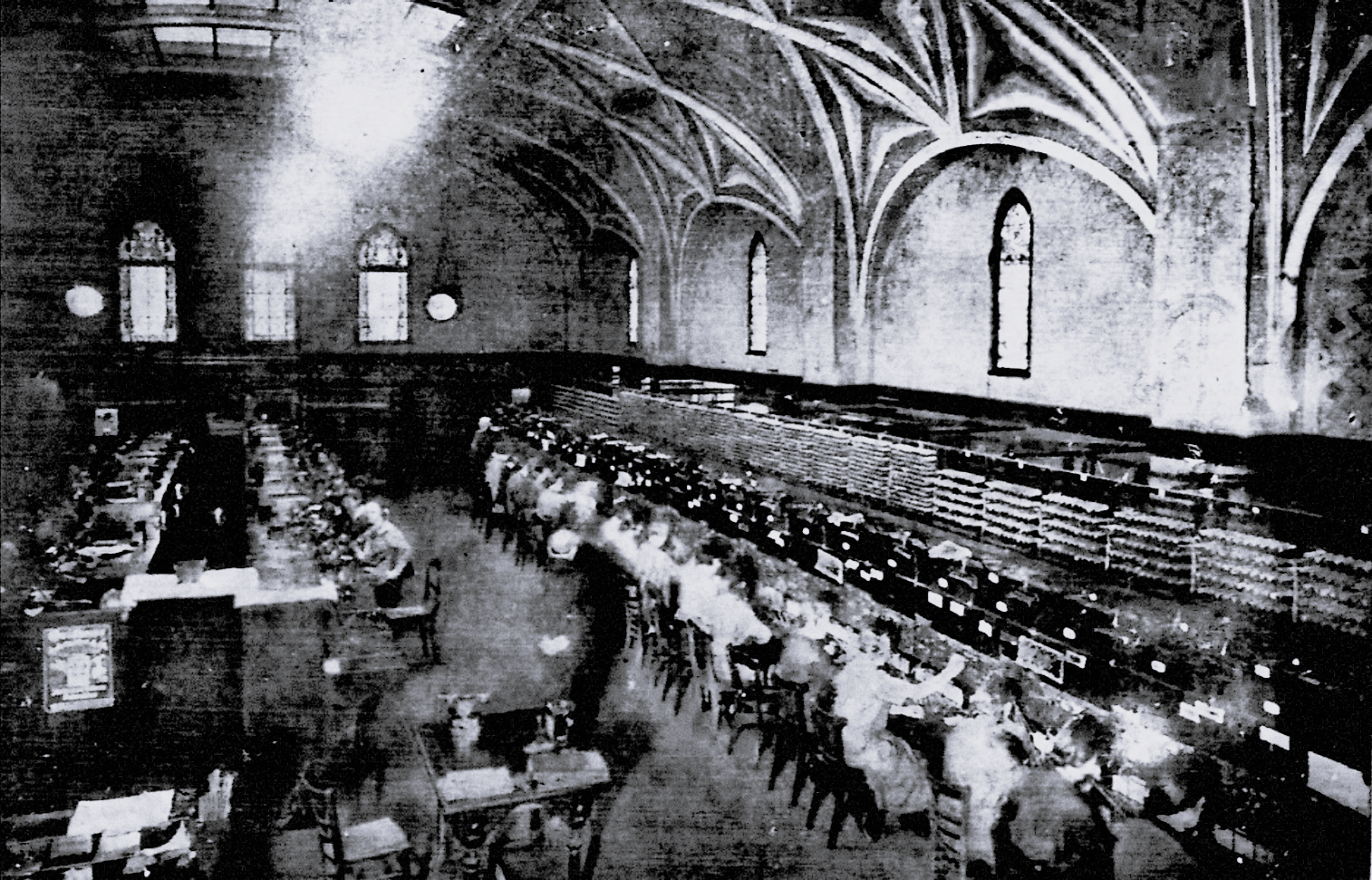
Vermittlungsamt für Orts- und Ferngespräche im Handbetrieb.
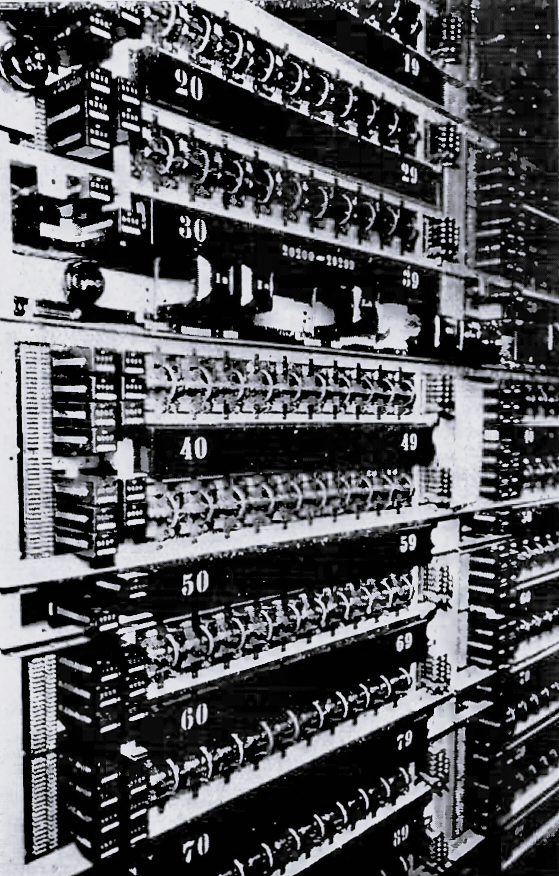
Automatische Vorwähler, rechts Gesprächszähler
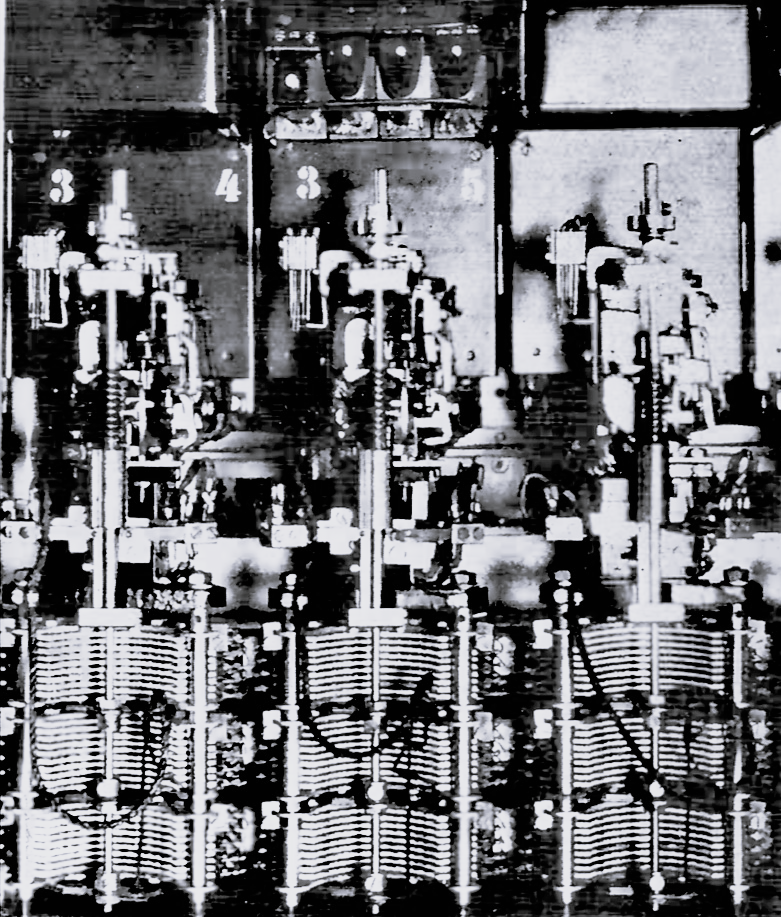
Hebdrehwähler mit Kontakten

In den folgenden Jahrzehnten wurde der Komplex, der beim Luftangriff auf Lübeck am 29. März 1942 als einziges Gebäude in dem gesamten Block zwischen Schüsselbuden, Holstenstraße und Braunstraße vor der Zerstörung bewahrt werden konnte, ohne Unterbrechung von der Reichspost und später von der Deutschen Bundespost genutzt.
1995 veräußerte die privatisierte Bundespost-Nachfolgerin Deutsche Post AG den Posthof, ist dort aber weiterhin als Mieterin präsent. So wird etwa ein Großteil des Erdgeschosses von Postfächern für Geschäfts- und Privatkunden eingenommen, zudem fungiert der Posthof weiterhin als Zustellstützpunkt. Daneben werden die Räume des Komplexes heute von verschiedenen gewerblichen Mietern genutzt.
Die bauliche Anlage steht komplett unter Denkmalschutz. Dieser erstreckt sich auf „das gesamte Gebäude bestehend aus 4x2 achsigem Hauptgebäude, sowie 8-achsigem Nebengebäude entlang der Braunstraße mit seitlichen Treppentürmen“ sowie separat auf das historische Portal.

## Bilder

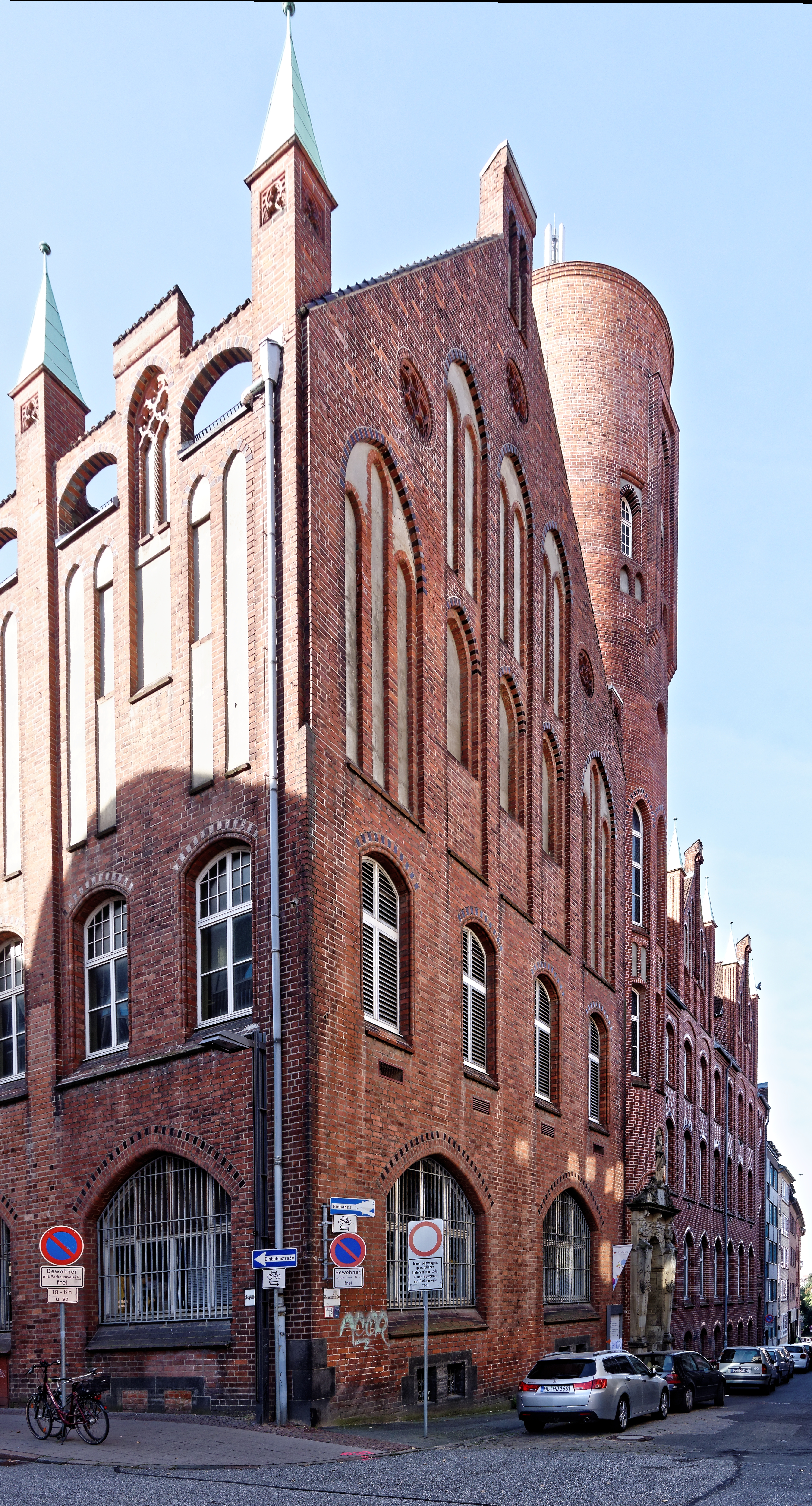
Giebel an der Ecke zur Braunstraße
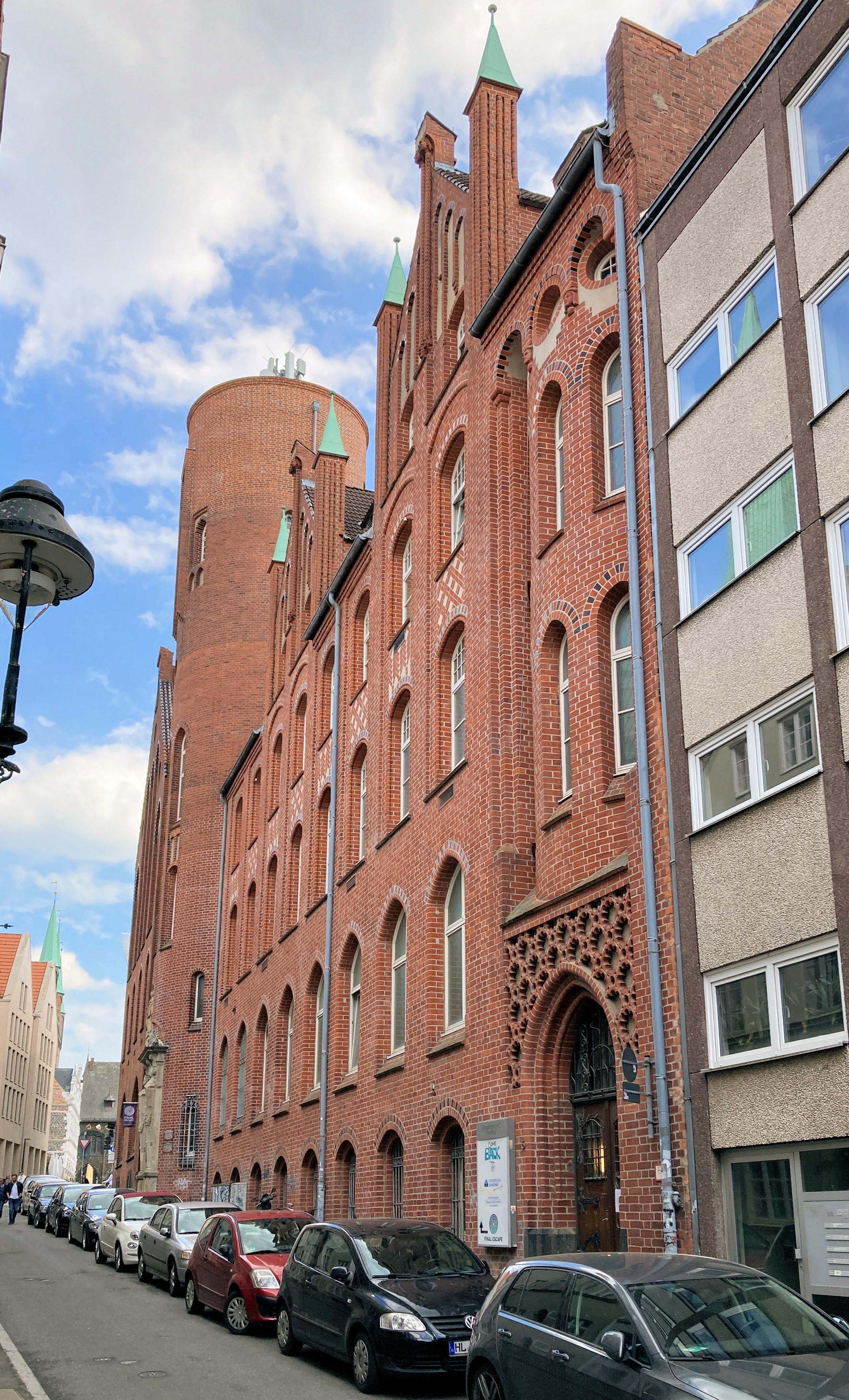
Fassade des Posthofs in der Braunstraße mit dem ehemaligen Telegrafen- und Fernsprechturm
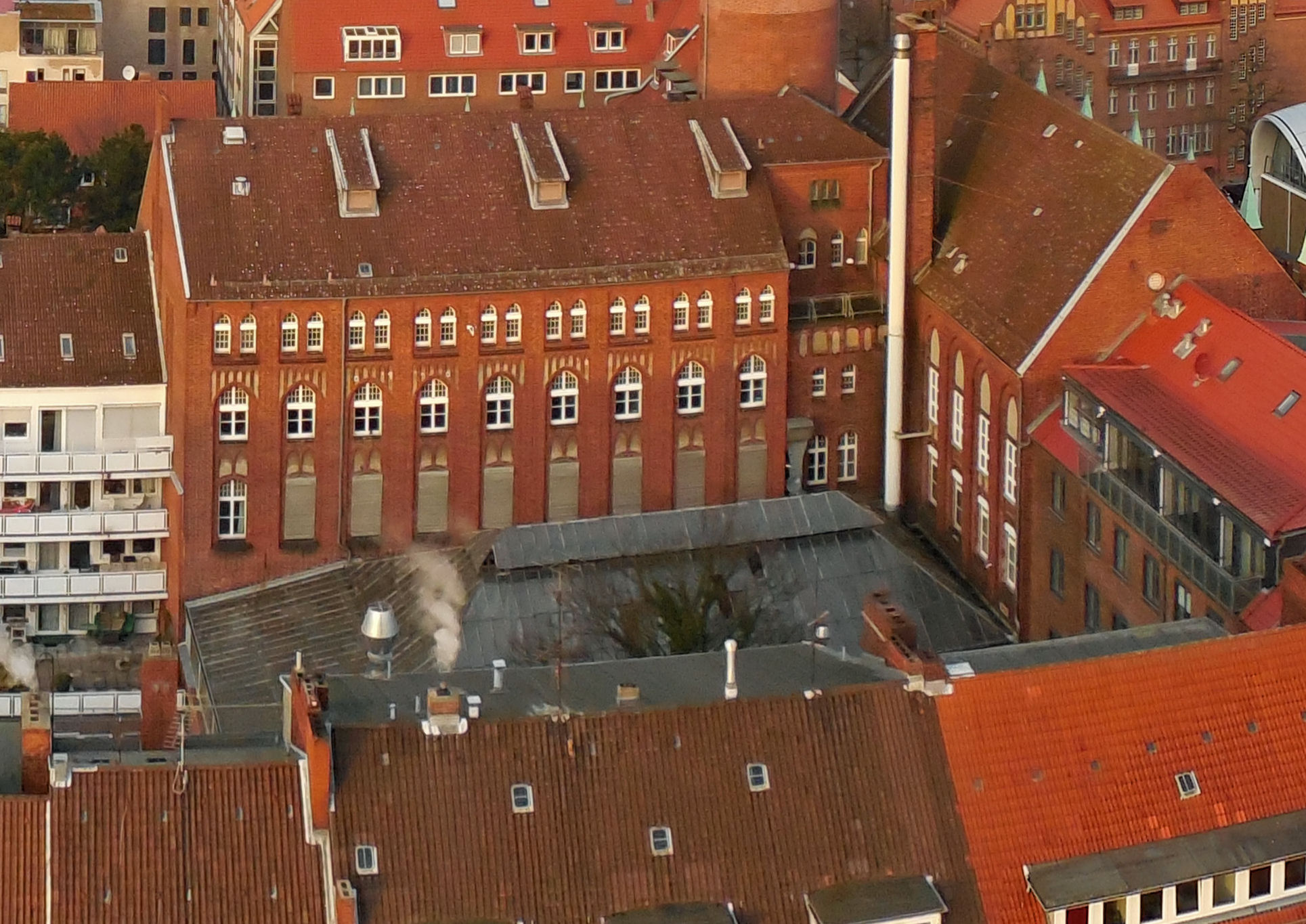
Das Glasdach des Packhofs (2015)
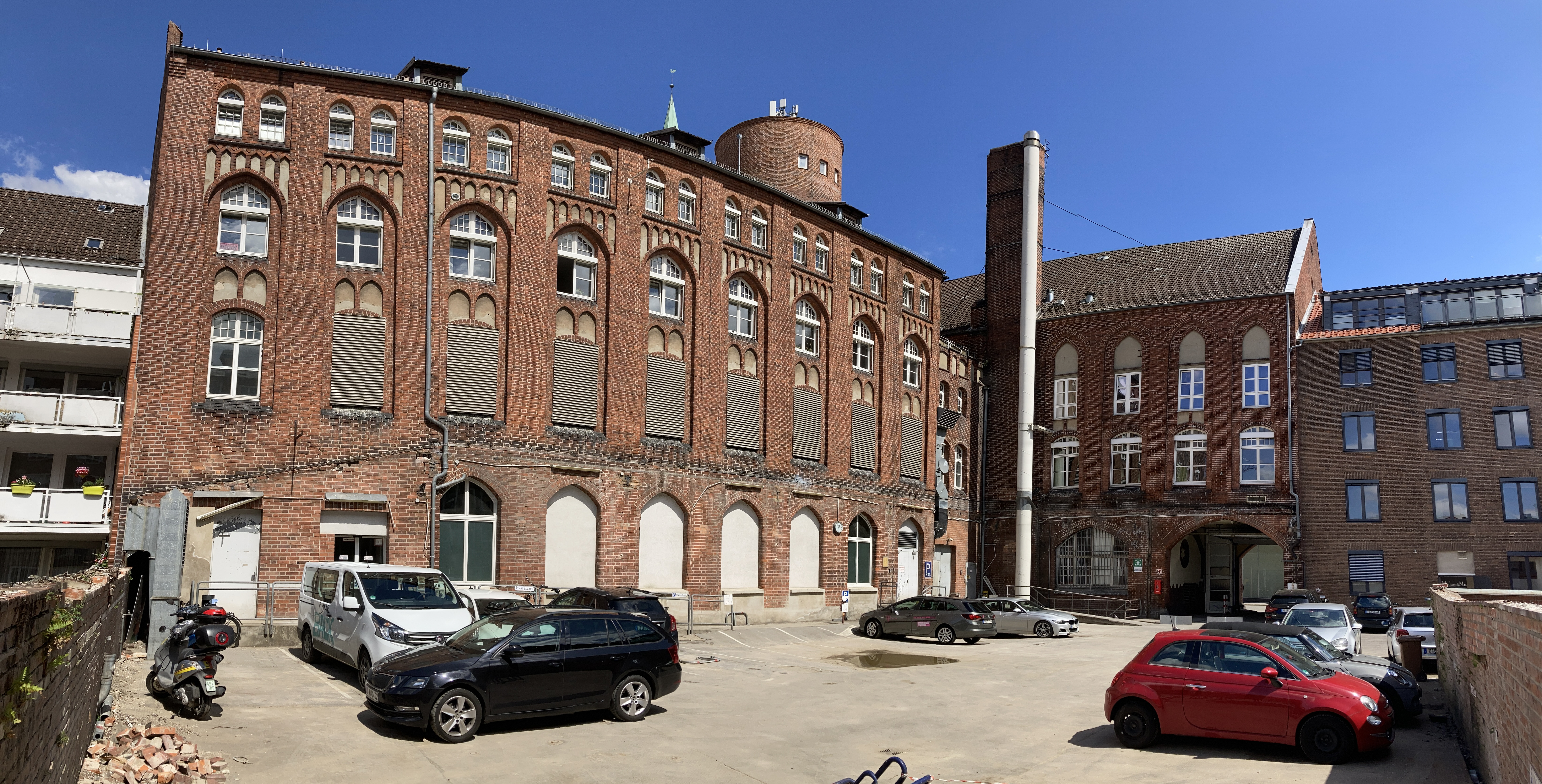
Der heute um die einstigen Unterstellmöglichkeiten und die einstige Rampe samt Glas-Überdachung reduzierte  Packhof